# 泰克山下基希海姆
泰克山下基希海姆（德語：Kirchheim unter Teck，發音：[ˈkɪʁçhaɪm ʔʊntɐ ˈtɛk]）是德国巴登-符腾堡州斯图加特行政区埃斯林根县的城市，面积40.47平方千米，2023年12月31日人口为42,178人。